# العصبية والدولة
العصبية و الدولة هو كتاب لمحمد عابد الجابري ،و هو في الأصل عبارة عن أطروحته لنيل دكتوراه الدولة في الفلسفة في جامعة محمد الخامس في الرباط بالمغرب.
يعالج الكتاب بمنهجية علمية تراث ابن خلدون خاصة مقدمته الشهيرة ، و يقف عند المؤثرات الذاتية و الموضوعية التي أفرزتها ، و كذا التأثير الذي أحدثه سواء ببروز علم جديد أسماه ابن خلدون علم العمران، حيث فسر من خلاله أسباب نشوء "الدولة العصبية" وسقوطها، و تداخلها مع الدين. كما يخلص فيه إلى نتائج تعيد التفكير في التراث الخلدوني و تشكل إضافة علمية مهمة لفهم و استيعاب ما جاء به هذا العَالِم الذي درسه العديد من الباحثين و المهتمين .و انشغلوا بتراثه داخل العالم الإسلامي أو خارجه .
وعنوان الكتاب كاملا هو: "فكر ابن خلدون، العصبية والدولة: معالم نظرية خلدونية في التاريخ الإسلامي"، وصدر عن مركز دراسات الوحدة العربية وطُبِعَ أحد عشر طبعة

## الهدف من كتابة الكتاب
يصرح صاحب الكتاب أنه بعد قضاء عشر سنوات في صحبة مقدمة ابن خلدون ، توصل إلى أنه: مازالت هناك زوايا عديدة في حاجة إلى مزيد من الابحاث رغم كثرة الدراسات و الكتابات حول ابن خلدون و كتابه الاشهر المقدمة ، كما توصل إلى أنه لابد من إنجاز تصحيحات تعود بالفكر الخلدوني إلى إطاره الأصلي و تحتفظ له بكليته و هويته الحقيقة. و قراءاته وفقا لظروف تجربته الاجتماعية و مشاغله الشخصية و سياقه العصري.
كما نبه من خلال أبحاثه هذه إلى الخطأ المنهجي الذي انساق إليه غير قليل من المعجبين بابن خلدون ونعني به النظر بعين الحاضر، والانطلاق من الفكر المعاصر، إلى ما ورد في المقدمة من آراء ونظريات في الشؤون الاجتماعية والسياسية والاقتصادية. و كذا فهم مصطلحاته وتعابيره فهما ينأى عن مقصوده، ويبعد بها عن مجال اهتمامه وقوالب تفكيره. فمعظم الدراسات الخلدونية في نظره قليلا ما تنظر إلى الفكر الخلدوني ككل، بل إنها كثيراً ما تنظر إلى آرائه في هذا الميدان في استقلال وانفصال عن آرائه في ميادين أخرى.

## محتويات الكتاب
- مقدمة

القسم الأول
- تمهيد
- الفصل الأول: عصر التراجع والانحطاط
- الفصل الثاني: بين العلم والسياسة
- الفصل الثالث: من النكبة الى المقدمة
- الفصل الرابع: بين العقلانية واللاعقلانية
- الفصل الخامس:من التاريخ الى علم العمران
- الفصل السادس:علم العمران موضوعاً ومنهاجاً
- الفصل السابع: البناء الهرمي لعلم العمران الخلدوني
- الفصل الثامن: هوية علم العمران، إجمال ومناقشة

القسم الثاني
- العمران البشري وحركة التاريخ و العصبية والدولة
- تمهيد
- الفصل التاسع: جغرافية العمران، نحل المعاش والفروق الفردية والاجتماعية
- الفصل العاشر: نظرية العصبية، العصبية والصراع العصبي
- الفصل الحادي عشر: نظرية العصبية، العصبية والملك
- الفصل الثاني عشر: نظرية العصبية، أصناف الملك وأنواع السياسات
- الفصل الثالث عشر: الدولة وتطورها، الدورة العصبية
- الفصل الرابع عشر: الدولة وتطورها، من خشونة البداوة الى رقة الحضارة
- الفصل الخامس عشر: الدولة وتطورها الحضارة المفسدة للعمران
- الفصل السادس عشر: وحدة الفكر الخلدوني ... والعامل الاقتصادي

خاتمة: معالم نظرية خلدونية في التاريخ الاسلامي
ملحق
المراجع ..
فهرس

## ملخص الكتاب
عاش ابن خلدون في القرن الثامن الهجري -الرابع عشر الميلادي - حيث كانت  الحضارة الإسلامية آخذة في الأفول و حيث ساد التدهور السياسي شرقا و غربا ، و على المستوى الاجتماعي هيمن المجتمع القبلي .و سواء كانت القبيلة راعية أو زراعية ،كانت تعيش في  صراع دائم بينها من جهة و ضد السلطة الحاكمة من جهة اخرى خصوصا في مرحلة تضعف هذه السلطة و تتآكل عصبيتها القبلية . و اقتصاديا:  كان الغزو و التجارة هما الموردين الاقتصاديين الأساسيين و كلاهما يعتمد على قوة القبيلة و نفوذها .أما الفلاحة فكانت معاشا المستضعفين و ليست مصدرا للثروة  كما يقول ابن خلدون و من الناحية الفكرية شهد المغرب العربي، والعالم الاسلامي عامة، تقهقراً وتراجعاً خطيرين في الناحية العلمية والثقافية خلال هذا القرن.
كما يتحدث الكتاب عن سيرة ابن خلدون و التقلبات التي عاشها شخصيا و سياسيا و علميا ... فقد كانت حياته مليئة بالتقلبات فعرف الجاه و المناصب العالية و عاش التشرد و السجن  ،ليفرغ الى كتابة مقدمته المشهورة في قلعة ابن سلامة في تونس ، ويشير المؤلف إلى فقدان النسخة الأصلية منها و التي أهداها ابن خلدون الى سلطان تونس أبي العباس
و يرى الكاتب أن فكر ابن خلدون تأرجح بين العقلانية و اللاعقلانية كما تثبت ذلك مقدمته نتبجة البيئة التي عاش فيها. لكن يظل فكره موسوعيا و نقديا كما يتبين ذلك في نقده للمؤرخين و لعلوم المعرفة السائدة في عصره.
أما فيما يخص نظرته إلى الفلسفة ،فرغم نقده للميتافزيقا ورفضه فلسفة الفارابي وابن سينا في العقول الفلكية و الاتصال بالعقل الفعال إلا أنه في نظر الكاتب ظل فيلسوفا في تفكيره و متمسكا بالمنطق في منهجه و رؤيته المعرفية .
و عند دراسته لما أسماه طبائع العمران و هي موضوع علم العمران الذي أبدعه فلم ينظر الى تلك الطبائع نظرة جبرية، و اعتبر أن فهمها يمكن من فهم الماضي ،و هي  ليست طبائع جامدة و نهائية، بل إنها تتحرك في مجموعها بفعل طبيعة أخرى عمرانية أيضاً، هي تبدل الأحوال في الأمم والأجيال بتبدل الأعصار ومرور الأيام.
و يستفيض المؤلف في شرح سبب اهتمام ابن خلدون بالتاريخ، وكيف أنه بين أخطاء المؤرخين ووضع معايير موضوعية لتصحيح الاخبار،فأعلن اكتشافه علما جديدا سماه علم العمران

### مفهوم الدولة في تصور ابن خلدون
الدولة في تعريف ابن خلدون هي الامتداد المكاني و الزماني لحكم عصبية ما, ، ولقد تصور ابن خلدون العمران البشري على أساس أن الدولة هي المحور الذي تدور حوله شؤون الاجتماع والهيكل الذي يقوم عليه نسج الحياة الاجتماعية، ولذلك كانت المسألة الأساسية التي شغلت باله والتي تدور عليها أبحاثه ودراساته هي، كيف تنشأ الدول، ما هي عوامل ازدهارها وأسباب هرمها ؟ أما العصبية عند ابن خلدون ليست غاية في ذاتها، وإنما هي تجري إلى غاية معينة هي الملك. فالملك أو الدولة هو الغاية من بحثه. و تمر الدولة حسب ابن خلدون بأطوار ثلاثة:
1. طور التأسيس و البناء
2. طور العظمة و المجد
3. طور الهرم و الاضمحلال.

### علم العمران العلم الجديد الذي اكتشفه ابن خلدون
هو يختلف عن العلوم السابقة في الموضوع و طريقة البحث و المعالجة و طريقه إليه هو التاريخ في كليته و مستقل بذاته عنها ، وهدفه تصحيح و تمحيص الاخبار و بيان كيفية و أسباب حدوثها كما يشرح أحوال العمران و التمدن و ظواهر الاجتماع البشري و يعرفنا بما هو واقع و ما هو منتظر و هو نوع من الحكمة.

### هل ابن خلدون هو مؤسس علم الاجتماع ؟
يرفض الكاتب هذا القول كما رفضه من قبله طه حسين ، و يستدل على ذلك بجملة أدلة منها: أن المحور الأساسي لابحاث ابن خلدون هو الدولة خاصة قيام الدول و سقوطها أما غير ذلك من الظواهر الاجتماعية فلا يوليها أي اهتمام ،و حتى القبيلة فلا يهتم بها إلا عندما تصبح قوة سياسية . يقول الكاتب: ومن هنا كان علم العمران الخلدوني أضيق من علم الاجتماع من الناحية الأفقية ولكنه أعمق منه من الناحية العمودية الناحية التاريخية 

### هل نظريات ابن خلدون تعد فلسفة في التاريخ؟
كما ينفي الكاتب أن تكون نظريات ابن خلدون فلسفة في التاريخ لانه لم يفسرالتاريخ ككل ،كما أن مفهوم طبائع العمران عند ابن خلدون مفهوم ضيق من الوجهة الفلسفية، لا وجود لحتمية جغرافية أو حتمية اقتصادية في نظريات ابن خلدون حول توزع العمران على الارض أو تأثير العوامل الطبيعية ،و كما أنه لم يلجا إلى يفسر الظواهر الاجتماعية بالعوامل الجغرافية.

### العصبية و الوازع
ينطلق ابن خلدون في دراسته للعصبية وبيان الأساس الذي تقوم عليه، والدور الذي تلعبه في الحياة الاجتماعية عموماً وحركة التاريخ خصوصاً، من فكرته في الوازع الذي جعله ضرورة من ضرورات الاجتماع والتعاون. والحاجة إلى الوازع في نظر ابن خلون تفرضها طبيعة الانسان نفسه، باعتباره كائناً مجبولاً على الخير والشر معاً، و فكرة الوازع تتدرج عنده من مجرد السلطة المعنوية التي لشيوخ البدو وكبرائهم، إلى السلطة المادية التي تقوم على الغلبة والسلطان واليد القاهرة وبكلمة واحدة الملك.
أما العصبية فتقوم أساسا على رابطة النسب ،لكن الأساس الحقيقي والفعلي الذي تقوم عليه هو شيء آخر غير النسب، وهو المصلحة المشتركة الدائمة للجماعة. وهذا ما يفسر ربط ابن خلدون ربطاً مستمراً بين العصبية والعدوان، فالعصبية هي قوة للمواجهة، لا تبرز ولا تشتد إلا عندما يكون هناك خطر يهدد العصبة في مصلحتها المشتركة. كما أن الصراع العصبي هو القوة المحركة للتاريخ حسب ابن خلدون و هو ذو صبغة اقتصادية واضحة. و هذه العصبية تتحول من رابطة قبلية الى قوة للمطالبة و السعي وراء السلطة و تأسيس الدولة، و بالنسبة إلى البدو الرحل فيكفي قيام دعوة دينية توحد عصبياتهم و توجه فاعليتهم الى الغزو الخارجي و تأسيس دولة جديدة، وأما البدو المزرعون فإن فاعلية عصبيتهم مشروطة بوصول الدولة في مرحلة الهرم.

### نقد الحضارة
إن الحضارة التي شجبها ابن خلدون، وجعلها مسؤولة عن هرم الدول واضمحلالها، هي شيء آخر، غير الحضارة بالمعنى الحديث والمعاصر. و يعرف الحضارة بأنها : "هي التفنن في الترف واستجادة أحواله، والكلف بالصنائع التي تؤنق من أصنافه وسائر فنونه من الصنائع المهيئة للمطابخ أو الملابس أو المباني أو الفرش أو الآنية ولسائر أحوال المنزل".
و عندما يجعل ابن خلدون الحضارة مسؤولة عن هرم الدولة وفسادها، إنما يقصد في الدرجة الأولى ما يرافق ذلك التفنن أو ينتج عنه من تغيير في علاقات أفراد العصبية الحاكمة بعضهم مع بعض من جهة، وبينهم وبين العصبات المغلوبة المحكومة من جهة ثانية.

### الصراع العصبي و العامل الاقتصادي
إن العامل الاقتصادي عند ابن خلدون ليس دوماً سبباً، بل قد يكون نتيجة كما هو الأمر بالنسبة إلى السلطة.

## نقد الكتاب
تظل كتابات الجابري عن ابن خلدون مهمّة في اعتبار العصبية والدولة وعلاقة الجدلية القائمة بينهما مفتاحا إلى فهم تحوّلات التاريخ الإسلامي، وتجسد نبوغ ابن خلدون في تحليل تشكّل العمران البشري وحركية التاريخ. و يركز محمد عابد الجابري على ضورة الربط بين مفهومي العصبية و الدولة لفهم أبحاث ابن خلدون، و لقد أخذ بالنظرة الشمولية في قراءة المتن الخلدوني، وهي القراءة التي تريد أن تجد الأجزاء مركبة في الكل،مع إعمال السياق والتاريخ وظروف العصر في قراءة هذا المتن، والمزاوجة بين ما هو ذاتي وما هو موضوعي في التجربة الشخصية لابن خلدون.
و يرفض المؤلف بقوة الرأي القائل بأن ابن خلدون سبق زمنه وتخطى عصره ليكون هو الرائد و المؤسس الحقيقي لعلم الاجتماع لأن قوام منهجه وأساسه هو البحث في التاريخ وفلسفته بصفة عامة ،وفي علم العمران البشري بصفة خاصة من حيث هو "علم القانون في تمييز الحق من الباطل في الأخبار.

## اقتباسات
"كتب مكسيم رودنسون يصف تراث كارل ماركس فقال: لقد قال ماركس أشياء كثيرة، ومن اليسير أن نجد في تراثه ما نبرر به أية فكرة. إن هذا التراث كالكتاب المقدس، حتى الشيطان يستطيع أن يجد فيه نصوصاً تؤيد ضالته".
"إن الفكر الخلدوني فكر فلسفي، والفكر الفلسفي الأصيل يتجاوز عصره بمقدار ما هو نتاج هذا العصر نفسه".
"نعم لقد استطاع ابن خلدون أن يطبق قوانينه بنجاح، ولكن فقط في الأخبار التي هي من قبيل الخرافات. أما الأخبار الأخرى التي هي وقائع تاريخية صحيحة، ويخالف مضمونها طبائع العمران، فإنه قد وجد نفسه إزاءها أمام موقفين لا ثالث لهما: إما أن يجعل لكل حادثة تاريخية لا تقبل التحايل أو التأويل قانونها الخاص، الشيء الذي يلغي علم العمران بالمرة لأنه لا علم إلا بالكلي، وأما أن يترك طبائع العمران جانبا ويكتب التاريخ ، كما هو، وعلى نفس الشكل تقريباً الذي كتبه به أسلافه المؤرخون. وفعلا فقد اختار ابن خلدون الموقف الثاني. وهذا في نظرنا هو السبب الذي جعل صاحب علم العمران لا يطبق قوانينه العمرانية في كتابه التاريخي، وهذا أيضاً ما جعل المؤرخين الذين جاؤوا بعده لم يستفيدوا من هذا المعيار الخلدوني".

"إن أهمية مقدمة ابن خلدون بالنسبة الى الفكر التاريخي والفلسفي المعاصر كامنة في كونها شهادة ثمينة تبرز العوامل الفاعلة في التجربة الحضارية في الاسلام، هذه العوامل التي يقوم عليها، ويجب أن يقوم عليها، كل فهم أو تفسير أو تنظير للتاريخ العربي".